# 佳景山車站
佳景山車站（日语：／ Kakeyama eki */?）是位於日本宮城縣石卷市、東日本旅客鐵道（JR東日本）石卷線沿線的鐵路車站。佳景山是一由小牛田車站代為管理的無人車站，屬JR東日本仙台支社管轄範圍。

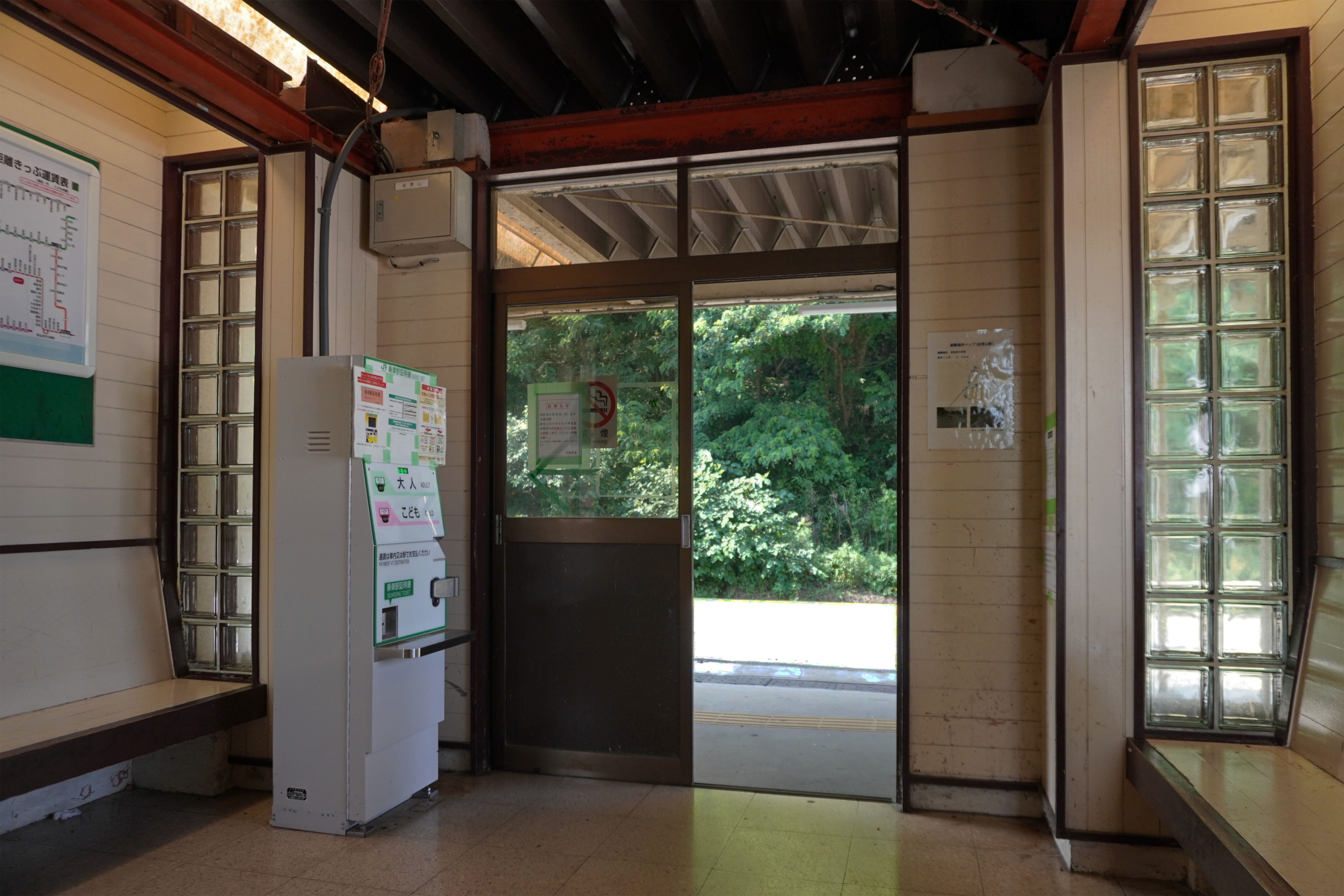
驗票口(2023年7月)

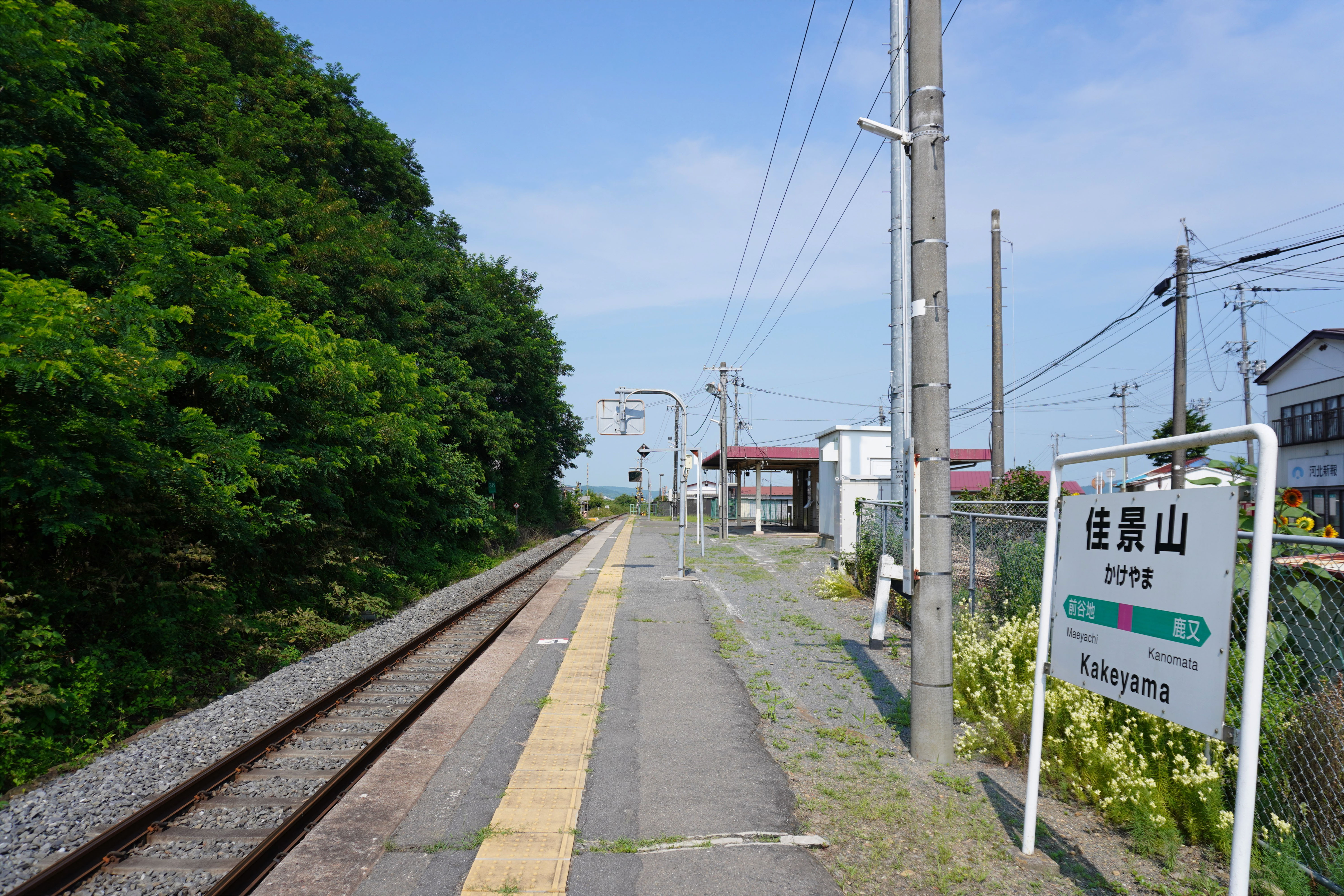
月台(2023年7月)

## 車站構造
本站為側式月台1面1線的地面車站。

## 歷史
- 1912年（大正元年）10月28日 - 車站啟用。
- 1982年（昭和57年）6月7日 - 車站無人化[1]。
- 1987年（昭和62年）4月1日 - 日本國鐵分割民營化，車站管轄劃歸由東日本旅客鐵道繼承。

## 相鄰車站
東日本旅客鐵道
■石卷線
前谷地－佳景山－鹿又

## 外部連結
- （日語）佳景山車站（JR東日本） （页面存档备份，存于）